# Älvefärd
Älvefärd – debiutancki album studyjny szwedzkiego zespołu folk metalowego Otyg wydany 2 marca 1998 roku przez Napalm Records.

## Lista utworów
1. „Huldran” – 3:29
2. „I trollberg och skog” – 3:34
3. „Älvadimmans omdaning” – 3:10
4. „Ulvskrede” – 3:05
5. „Fjällstorm” – 3:08
6. „I höstlig dräkt” – 4:44
7. „Myrdingar - Martyrium” – 3:27
8. „Allfader vise” – 3:58
9. „Fjälldrottningens slott” – 3:35
10. „Trollpiskat ödemarksblod” – 2:58
11. „Draugen” – 3:18
12. „Skymningsdans” – 3:20

## Twórcy
| Otyg w składzie - Andreas Hedlund – śpiew, gitara, gitara akustyczna - Mattias Marklund – gitara - Daniel Fredriksson – gitara basowa, gitara akustyczna - Cia Hedmark – skrzypce, śpiew - Samuel Norberg – drumla - Stefan Strömberg – perkusja | Gościnnie - Linda Björkman – flet - Marianne Folkedotter – flet (utwór 9) |